# Peter Kunzmann
Peter Kunzmann (* 24. September 1965 in Schmalkalden) ist ein ehemaliger deutscher Fußballspieler, der im August 1986 für den FC Carl Zeiss Jena in der DDR-Oberliga, der höchsten Spielklasse im DDR-Fußball, zwei Erstligapartien absolvierte. Er war Auswahlspieler in den Nachwuchsmannschaften des DFV.

## Sportliche Laufbahn
1972 kam Peter Kunzmann in die Kindermannschaft des FC Carl Zeiss Jena. Als der DDR-Fußballverband 1983 die Juniorenoberliga ins Leben rief, gehörte Kunzmann, der bereits vorher drei Länderspiele mit der U-16-Nationalmannschaft bestritten hatte, zum Aufgebot des FC Carl Zeiss. In der Saison 1983/84 war er als Mittelfeldspieler und zuletzt als Mittelstürmer Stammspieler und erfolgreicher Torschütze. Außerdem gehörte er in dieser Saison zum Kader der Juniorennationalmannschaft. Mit ihr absolvierte er bis 1984 sechs Länderspiele, stand aber nur in der Begegnung Dänemark – DDR 0:1 am 2. Mai 1984 als Mittelfeldspieler in der Startelf. Bei der U-18-EM 1984 kam er einmal für die DFV-Elf zum Einsatz.
Ab Sommer 1984 spielte Peter Kunzmann im Männerbereich des FC Carl Zeiss. Dort wurde er zunächst in der 2. Mannschaft in der DDR-Liga eingesetzt. In der Spielzeit 1984/85 war er dort aber mit nur sieben Einsätzen Ersatzspieler und stand nur zweimal in der Startelf. Erst 1985/86 konnte er sich mit 31 von 34 Punktspielen als Rechtsaußenstürmer durchsetzen. 1986/87 bestritt Kunzmann seine beiden einzigen Oberligaspiele. Es waren jedoch nur Kurzauftritte, am 1. Oberligaspieltag eine, am 2. Spieltag zwei Minuten. In der 2. Mannschaft bestritt er 14 Ligaspiele. Auch für die Saison 1987/88 war Kunzmann wieder für die 2. Mannschaft des FCC vorgesehen, kam aber nur noch in vier DDR-Liga-Spielen der Hinrunde zum Einsatz.
Zur Rückrunde 1988 wechselte Peter Kunzmann zum DDR-Ligisten BSG Wismut Gera. Dort wurde er sofort zum Stammspieler und wurde in der Regel als Rechtsaußenstürmer eingesetzt. Bis zum Ende der Saison 1990/91 spielte Kunzmann mit Wismut Gera in der Zweitklassigkeit. In der Zeit von 1988 bis 1991 bestritt er von den 115 ausgetragenen Ligaspielen 95 Begegnungen, in denen er 22 Tore erzielte.
Der später in FSV Wismut und 1. SV Gera umbenannten Mannschaft aus dem Stadion der Freundschaft hielt er mindestens bis zum Abstieg aus der viertklassigen Oberliga im Frühjahr 1996 die Treue. In den unmittelbaren Nachwendejahren des nunmehr gesamtdeutschen Ligensystems gehörten die Geraer bis 1994 der Südstaffel der drittklassigen NOFV-Amateur-Oberliga an.